# خالد وهبي الخزرجي
خالد محمد علي وهبي الخزرجي (1940 - 11 أبريل 2009) شاعر وأستاذ جامعي عراقي. ولد في محافظة المثنى. مجاز في التربية وعلم النفس من الجامعة المستنصرية عام 1977. عضو الاتحاد العام للأدباء والكتّاب في العراق. نشر آثاره في عدد من المجلّلات المتخصّة المحليّة والعربية. من دواوينه الشعريّة وجه في مرآة العشق 1974، والعصافير يقتلها الظمأ 1979 وله أيضا ثلاث مجموعات شعرية للأطفال.

## سيرته
ولد خالد محمد علي وهبي الخزرجي سنة 1940 في محافظة المثنى. تخرج من كلية الآداب قسم التربية وعلم النفس عام 1977 من الجامعة المستنصرية وعمل في التعليم خلال 26 سنة، ثم أحيل على التقاعد 1988. بدأ حياته الادبية قاصا قبل ان يتحول إلى الشعر . عمل في الصحافة وكان عضواً في الاتحاد العام للأدباء والكتاب في العراق، وعضو شرف نادي الكتاب بالعراق. نشره شعره ومقالاته في المجلات العربية مثل الآداب، والأقلام، والثقافة العربية، والحياة الثقافية، والمعرفة. كتب إلى جانب الشعر، التمثيلية الإداغية. شارك في العديد من المهرجانات الشعرية التي أقيمت في العراق. 

توفي صباح السبت 11 أبريل 2009 اثر مرض لم يمهله طويلا.

## شعره
قال حيدر عبد الرضا عن أسلوب الخزرجي في الشعر «يمكن ان يقال دائما بأن شعرية الخزرجي، مبنية مطلقا على ثلاثة مراحل متكاملة ومدرجة : أولها، تقديم بعض من معاينات الصورة الشعرية الانزياحية داخل نواة خطاب انقطاعي المحاكات والاستنطاقية المنضدة بموجب فضاء كتابي راسخ ونسقي في تموجات ارساليات الموضوعة الشعرية المخصوصة قصدا ومدلولا : ثانيها، فرز خصائص الخطاب الشعري داخل حلقات انغلاقية من الامكانيات النصية المستندة على لغة تقطيعية مستغلقة المتضاد والمتداخل الصوتي والقولي و الصوري : ثالثها، استثمار مفاهيم ودلالات محلية ووضع قواعد خطابية للأشياء ووصفية لفضاء بياضات الصفر من زمن الدلالة التمظهرية من لغة ومنطوق هيئة الاشياء وحالاتها المتحولة مضمونيا».

## آثاره
- وجه في مرآة العشق، ديوان شعري، 1975
- العصافير يقتلها الظمأ، 1979
- انتماءات لمدن الصحو، 1996
- مكائد الزنبق وحفيف الضوء، 1999
- مرايا الغيم، 2000
- الرّقى، 2005
- نقوش سومرية، 2005
- اخطاء الانثى ، وهي المجموعة الاخيرة له، 2008
- الأمل ، مجموعة شعرية للأطفال، 1979
- قوس قزح ، مجموعة شعرية للأطفال، 1995
- قناديل ، مجموعة شعرية للأطفال، 2001.

وله مخطوطات في التربية وعلم النفس.